# Сіпанік
Сіпанік (вірм. Սիփանիկ) — село в марзі Арарат, у центрі Вірменії.